# Tandtörel
Tandtörel (Euphorbia dentata) är en törelväxtart som beskrevs av André Michaux. Enligt Catalogue of Life ingår Tandtörel i släktet törlar och familjen törelväxter, men enligt Dyntaxa är tillhörigheten istället släktet törlar och familjen törelväxter. Arten har ej påträffats i Sverige. Inga underarter finns listade i Catalogue of Life.

## Bildgalleri

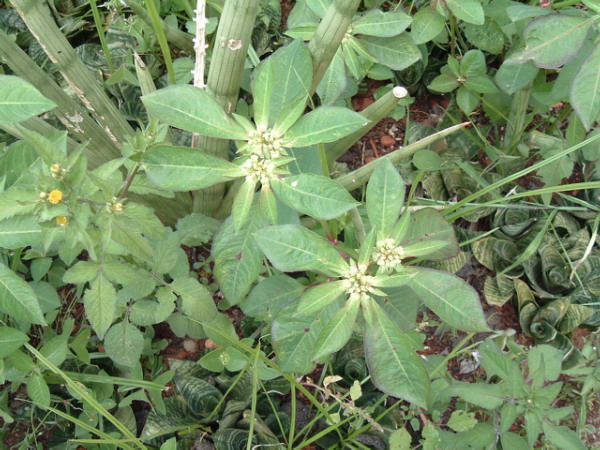
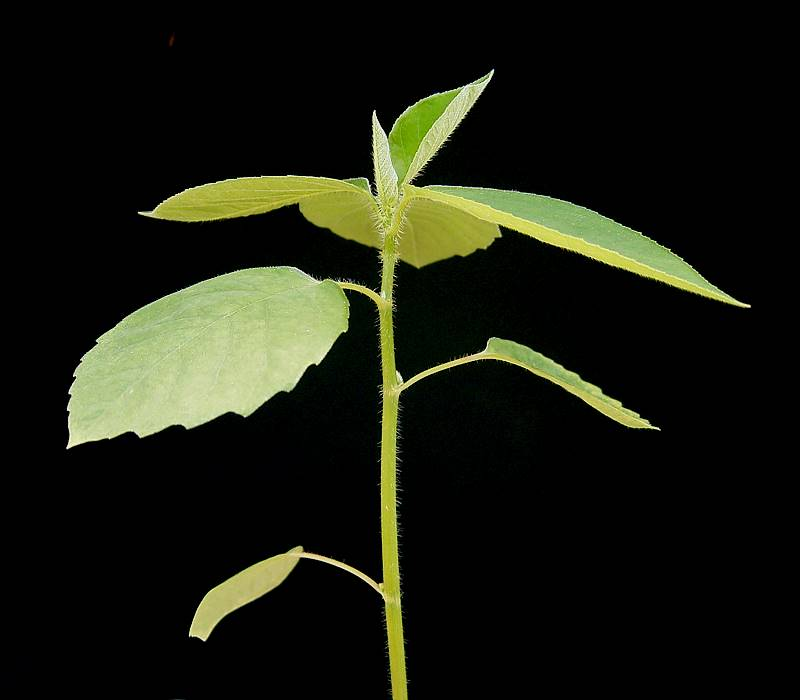
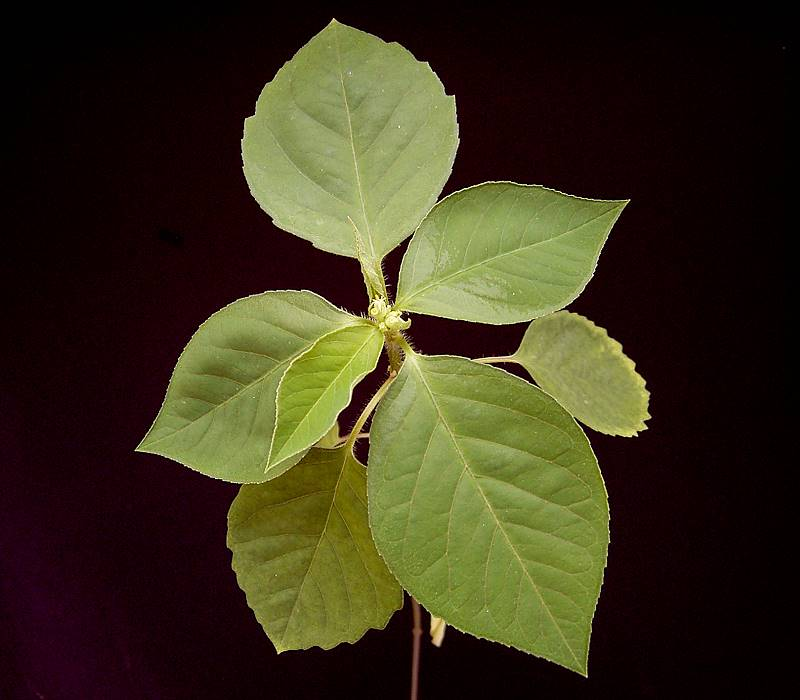
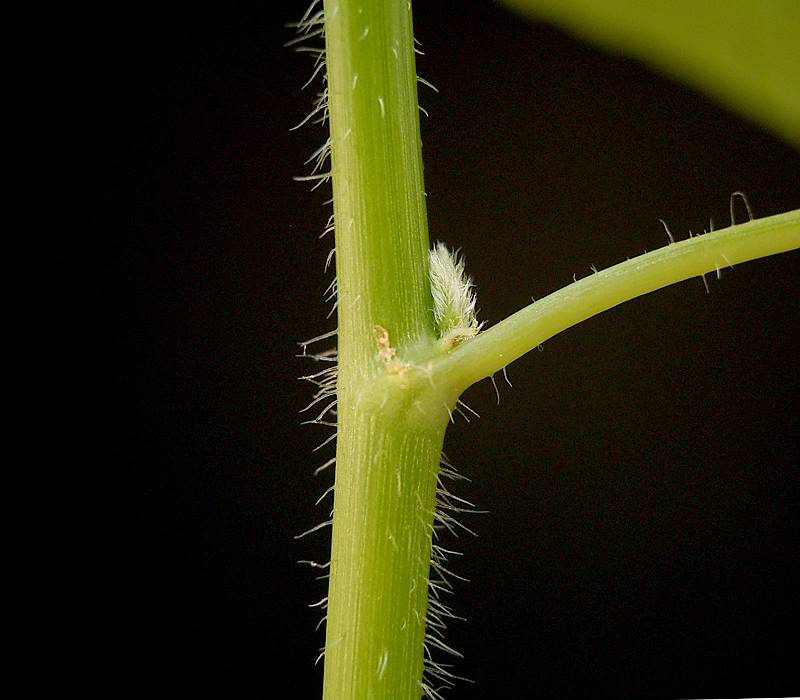
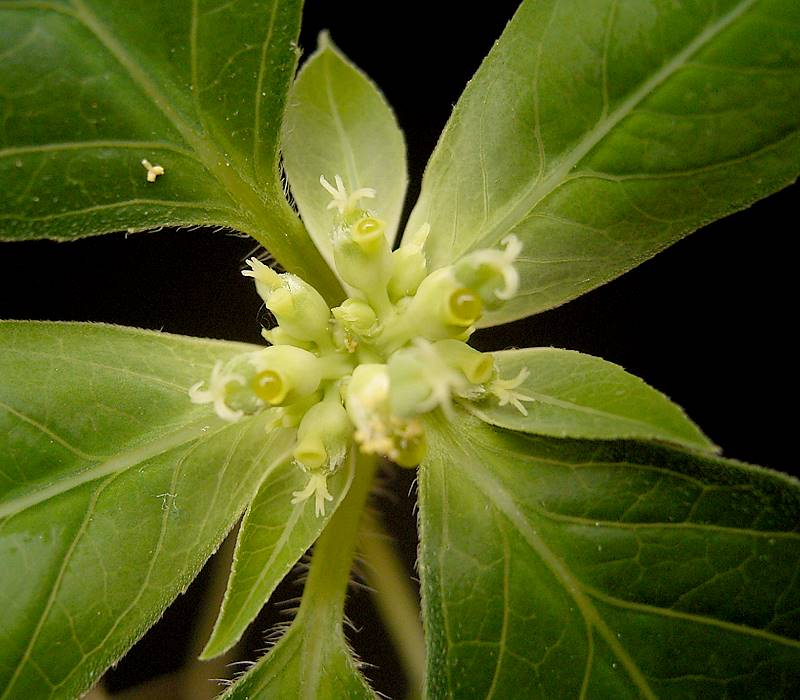